# Шабанов Віталій Михайлович
Віталій Михайлович Шабанов (1 січня 1923, село Лобачі Галицького повіту Костромської губернії, тепер Галицького району Костромської області, Російська Федерація — 30 липня 1995, місто Москва) — радянський військовий діяч, конструктор озброєнь, заступник Міністра оборони СРСР із озброєння, голова Державної технічної комісії СРСР, генерал армії (2.11.1981). Кандидат у члени ЦК КПРС у 1981—1983 роках. Член ЦК КПРС у 1983—1990 роках. Депутат Верховної Ради СРСР 11-го скликання. Народний депутат СРСР (1989—1991). Кандидат технічних наук (1964). Герой Соціалістичної Праці (18.02.1981).

## Життєпис
Народився в селянській родині. Закінчив середню школу в 1940 році. У 1940 році вступив до Ленінградського інституту інженерів Цивільного повітряного флоту.
З березня 1941 року — в Червоній армії. У 1945 році закінчив Ленінградську військово-повітряну академію Червоної армії. Під час навчання проходив тривале військове стажування (з жовтня 1943 по січень 1944 року) в 737-му винищувальному авіаційному полку в складі 1-го Українського фронту на посадах механіка із електроспецобладнання, заступника старшого техніка ескадрильї із спецслужб, заступника старшого інженера полку із спецслужб. Учасник німецько-радянської війни.
У 1945—1949 роках — технік-випробувач, старший інженер, помічник провідного інженера з випробувань авіаційної техніки Державного Червонопрапорного науково-дослідного інституту ВПС СРСР.
Член ВКП(б) з 1947 року.
У 1949 році переведений до Спеціального бюро № 1 (потім — СБ-1, КБ-1, МКБ «Стріла», «Науково-виробниче підприємство «Алмаз»). Брав участь в розробці і випробуваннях першої в СРСР авіаційної радіокерованої системи «Комета». У 1951 році був прикомандирований до Третього Головного управлінню при Раді міністрів СРСР, у 1955 році — до Міністерства загального машинобудування СРСР і призначений головним конструктором підприємства п/с 1323 (Москва). З березня 1959 року — заступник головного конструктора ОКБ № 1 Державного комітету СРСР по радіоелектроніці. Керував розробкою систем К-20 і К-22, що призначалися для ураження наземних цілей.
У 1965—1972 роках — головний конструктор Московського конструкторського бюро «Стріла» Міністерства радіоелектронної промисловості СРСР.
У 1972—1974 роках — генеральний директор Центрального конструкторського бюро «Алмаз» Міністерства радіоелектронної промисловості СРСР, займався створюванням зенітних ракетних комплексів.
У 1974—1978 роках — заступник міністра радіопромисловості СРСР.
У червні 1978 — грудні 1980 року — заступник міністра оборони СРСР. У грудні 1980 — листопаді 1990 року — заступник міністра оборони СРСР із озброєння.
Одночасно з 6 січня 1977 по 2 лютого 1989 року — голова Державної технічної комісії СРСР.
За видатні заслуги в зміцненні обороноздатності батьківщини указом Президії Верховної Ради СРСР від 18 лютого 1981 року генерал-полковнику-інженеру Шабанову Віталію Михайловичу присвоєно звання Героя Соціалістичної Праці з врученням ордена Леніна і золотої медалі «Серп і Молот».
З листопада 1990 року — військовий інспектор-радник Групи генеральних інспекторів Міністерства оборони СРСР.
З січня 1992 року — у відставці в Москві.
Помер 30 липня 1995 року. Похований в Москві на Кунцевському цвинтарі.

## Військові звання
- генерал-майор-інженер (15.12.1972)
- генерал-лейтенант-інженер (14.02.1977)
- генерал-полковник-інженер (29.06.1978)
- генерал армії (2.11.1981)

## Нагороди
- Герой Соціалістичної Праці (18.02.1981)
- два ордени Леніна (3.02.1953, 18.02.1981)
- орден Жовтневої Революції (26.04.1971)
- орден Червоного Прапора (31.12.1982)
- орден Трудового Червоного Прапора (20.04.1956)
- орден Вітчизняної війни І ст. (11.03.1985)
- орден Червоної Зірки (30.12.1956)
- орден «За службу Батьківщині у Збройних Силах СРСР» ІІ ст. (22.02.1989)
- орден «За службу Батьківщині у Збройних Силах СРСР» ІІІ ст. (30.04.1975)
- медаль «За бойові заслуги» (19.11.1951)
- медалі
- Ленінська премія (1963)
- Сталінська премія (1953)